# Década de 30 a.C.
Séculos: Século II a.C. – Século I a.C. – Século I
Décadas: 60 a.C. 50 a.C. 40 a.C. - 30 a.C. - 20 a.C. 10 a.C. 0 a.C. 0

## Anos
39 a.C. | 38 a.C. | 37 a.C. | 36 a.C. | 35 a.C. | 34 a.C. | 33 a.C. | 32 a.C. | 31 a.C. | 30 a.C.